# 김림환
김림환(金琳煥, 1992년 5월 6일~)은 대한민국의 유도 선수이다. 2019년 세계 선수권 대회에서 -66kg급 은메달을 획득했다.